# Anthony Joseph Drexel Biddle

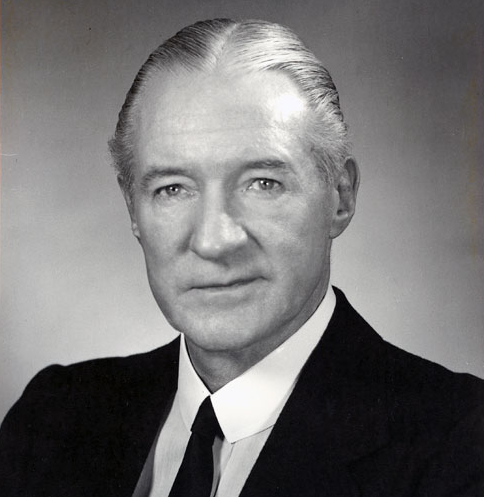
Anthony Joseph Drexel Biddle, Jr.

Anthony Joseph Drexel Biddle junior (* 17. Dezember 1897 in Philadelphia, Pennsylvania; † 13. November 1961 in Washington, D.C.) war ein US-amerikanischer Offizier und Diplomat, der Generalmajor der US Army sowie mehrmals Botschafter in verschiedenen Staaten war.

## Leben

### Familiäre Herkunft, Erster Weltkrieg und Gesandter in Norwegen

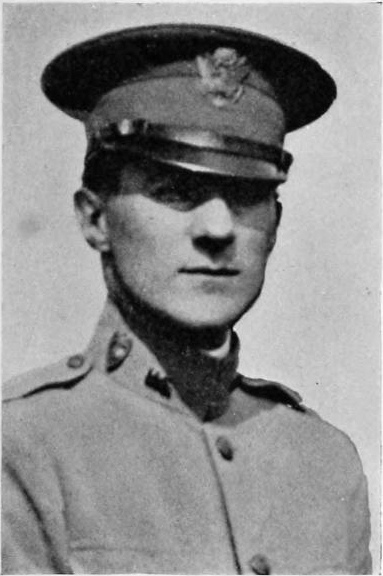
Biddle als Offizier im Ersten Weltkrieg.

Anthony Joseph Drexel Biddle stammte aus der Drexel-Biddle-Familie, eine der einflussreichsten Familien Pennsylvanias und war der Sohn des Millionärs Anthony Joseph Drexel Biddle Sr. (1874–1948) und von Cordelia Rundell Bradley (1873–1947). Sein Urgroßvater war der Bankier Anthony Joseph Drexel, der wesentlichen Einfluss auf die Entstehung und Entwicklung der modernen Banken und Kapitalanlagenstrategien hatte, während sein Ururgroßvater Nicholas Biddle Präsident der Second Bank of the United States war. Seine Schwester Cordelia Biddle war mit Angier Buchanan Duke verheiratet und Mutter des Diplomaten Angier Biddle Duke, der ebenfalls Botschafter in mehreren Ländern war. Er selbst besuchte die St. Paul’s School in Concord und trat nach dem Kriegseintritt der USA in den Ersten Weltkrieg am 6. April 1917 als Gefreiter in die New York Cavalry und stieg schnell zum Hauptmann (Captain) auf. Nach Kriegsende war er in den Unternehmen der Familie tätig und übte verschiedene Sportarten wie Boxen, Fechten, Skifahren und Tennis aus.
Am 22. Juli 1935 wurde Biddle zum außerordentlichen Gesandten und bevollmächtigten Minister in Norwegen ernannt und überreichte dort am 7. September 1935 seine Akkreditierung als Nachfolger von Hoffman Philip. Er verblieb auf diesem Posten bis zum 21. Mai 1937 und wurde daraufhin von Florence Jaffray Harriman abgelöst.

### Zweiter Weltkrieg und Nachkriegszeit

#### Botschafter in Polen sowie bei Exilregierungen in London
Biddle wurde am 4. Mai 1937 zum Botschafter der Vereinigten Staaten in Polen ernannt, wo er am 2. Juni 1937 als Nachfolger von John Cudahy sein Beglaubigungsschreiben übergab. Nachdem die deutsche Wehrmacht am 1. September 1939 Polen überfallen hatte, verließ er am 5. September 1939 Warschau und folgte der polnischen Exilregierung zwischen September 1939 und Juni 1940 zunächst nach Frankreich sowie im Anschluss ins Vereinigte Königreich, wo Biddle am 14. März 1941 eintraf. Vor Biddles Ankunft eröffnete Rudolf E. Schoenfeld als kommissarischer Geschäftsträger (Chargé d’Affaires ad interim) am 21. September 1940 bereits die Botschaft in London. Biddle bekleidete das Amt des Botschafters in Polen bis zum 1. Dezember 1943 und wurde daraufhin von Arthur Bliss Lane abgelöst. Am 11. Februar 1941 wurde er zudem zum Botschafter in Belgien ernannt und übergab der Exilregierung als Nachfolger von John Cudahy am 24. März 1941 seine Akkreditierung. Er hatte auch dieses Amt bis zum 1. Dezember 1943 inne und wurde dann von Charles W. Sawyer abgelöst. Zeitgleich erfolgte am 11. Februar 1941 seine Berufung zum Gesandten in den Niederlanden, wo er der Exilregierung am 27. März 1941 als Nachfolger von George A. Gordon seine Beglaubigung überreichte. Er wurde am 8. Mai 1942 ebenfalls Botschafter in den Niederlanden und bekleidete auch diese Funktion bis zum 1. Dezember 1943, woraufhin Stanley Hornbeck seine dortige Nachfolge antrat. Zugleich wurde er am 11. Februar 1941 auch wieder zum Gesandten in Norwegen ernannt, wo er der Exilregierung nunmehr als Nachfolger von Florence Jaffray Harriman am 20. März 1941 sein Akkreditierungsschreiben überreichte. Am 13. Mai 1942 wurde er formell zum Botschafter in Norwegen ernannt und übte auch dieses Amt bis zum 1. Dezember 1943 aus, woraufhin Lithgow Osborne ihn ablöste.
Am 30. Juli 1941 wurde Anthony Biddle ferner zum Gesandten in Jugoslawien berufen und überreichte der Exilregierung am 3. Oktober 1941 als Nachfolger von Arthur Bliss Lane seine Akkreditierung. Am 3. Oktober 1942 wurde er auch hier zum Botschafter in Jugoslawien ernannt und bekleidete diesen Posten bis zum 3. November 1943, nachdem die Regierung Jugoslawiens zuvor am 28. September 1943 nach Ägypten übergesiedelt war. Sein dortiger Nachfolger wurde anschließend Lincoln MacVeagh. Darüber hinaus erfolgte am 17. September 1941 seine Berufung zum Gesandten in der Tschechoslowakei und überreichte als solcher am 28. Oktober 1941 Exilregierung in London als Nachfolger von Wilbur J. Carr sein Beglaubigungsschreiben. Am 12. Juli 1943 wurde er formell zum Botschafter in der Tschechoslowakei ernannt und verblieb in dieser Verwendung ebenfalls bis zum 1. Dezember 1943, ehe später Laurence Steinhardt seine Nachfolge antrat. Des Weiteren wurde er am 13. November 1941 auch noch Gesandter in Griechenland und übergab der Exilregierung am 28. November 1941 seine Akkreditierung. Am 30. Oktober 1942 wurde er ebenfalls formell zum Botschafter berufen und bekleidete diesen Posten bis zur Übersiedlung der Exilregierung nach Ägypten am 16. März 1943, woraufhin Alexander Comstock Kirk ihn ablöste. Am 12. November 1943 wurde er schließlich noch zum Gesandten in Luxemburg ernannt, trat dieses Amt aber nicht mehr an.

#### Aufstieg zum Generalmajor und Botschafter in Spanien

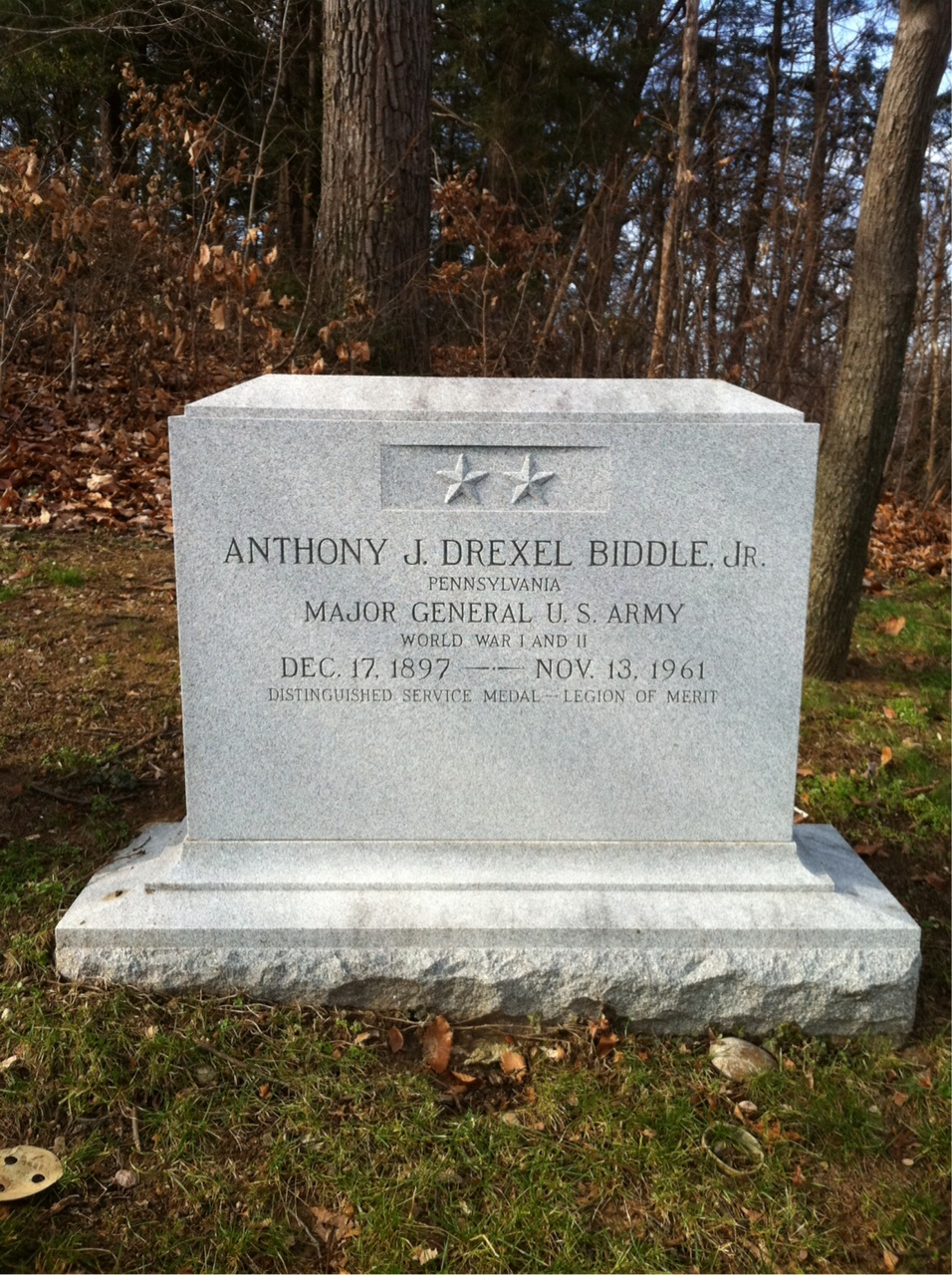
Grabstätte von Biddle auf dem Nationalfriedhof Arlington.

Nachdem Biddle am 1. Dezember 1943 seine Botschafterposten abgegeben hatte, kehrte er in den aktiven Militärdienst der US Army zurück und wurde Oberstleutnant (Lieutenant Colonel) im Stab von General Dwight D. Eisenhower. Während der Operation Overlord, der alliierten Invasion in der Normandie ab dem 6. Juni 1944, war er als Offizier im Planungsstab tätig. Nach Kriegsende fand er weitere Verwendungen als Verbindungsoffizier und Stabsoffizier. Er wurde im März 1951 zum Brigadegeneral (Brigadier General) befördert und wurde nach seinem Ausscheiden aus der regulären US-Armee im April 1955 Generaladjutant und Kommandant der Pennsylvania National Guard. Zugleich wurde er in die United States Army Reserve (USAR) versetzt und zum Generalmajor (Major General). Für seine langjährigen militärischen Verdienste zwischen Juli 1945 und März 1961 wurde ihm der Legion of Merit sowie am 13. September 1961 die Army Distinguished Service Medal verliehen.
Zuletzt wurde Anthony Joseph Drexel Biddle am 29. März 1961 zum Botschafter der Vereinigten Staaten in Spanien ernannt und überreichte dort am 25. Mai 1961 als Nachfolger von John Davis Lodge sein Beglaubigungsschreiben. Er verließ Spanien bereits am 12. Oktober 1961, ehe Robert F. Woodward am 7. April 1962 zum Nachfolger ernannt wurde.
Biddle war drei Mal verheiratet. Aus seiner ersten 1915 geschlossenen und 1931 geschiedenen Ehe mit Mary Lillian Duke Biddle (1887–1960), Schwester des mit seiner Schwester Cordelia Biddle verheirateten Angier Buchanan Duke gingen die Tochter Mary Duke Biddle Trent Semans (1920–2012) und der Sohn Nicholas Biddle (1921–2004) hervor. In zweiter Ehe war er von 1931 bis zur Scheidung 1945 mit Margaret Thompson Schulze (1897–1956) sowie in dritter Ehe von 1946 bis zu seinem Tode 1961 mit Margaret Atkinson Loughborough (1915–2013) verheiratet. Er verstarb am 13. November 1961 in Washington, D.C. und wurde danach auf dem Nationalfriedhof Arlington beigesetzt.

## Auszeichnungen
Auswahl der Dekorationen, sortiert in Anlehnung an die Order of Precedence of Military Awards:
- Army Distinguished Service Medal
- Legion of Merit